# 聖莫尼加
聖莫尼卡（Be. Timaniket，331年—387年），常被稱作希波的莫尼卡，是希波的奧古斯丁的母親。
聖莫尼加在眾多基督教宗派中都很受尊敬，因為她具有高尚的美德，特別體現在處於不幸的家庭生活中的堅忍、期待兒子回歸教會所作的日日夜夜的祈禱（這在奧古斯丁的懺悔錄中有所敘述）。部分基督教聖人傳指出莫尼加為兒子奧古斯丁每晚流淚，請求天主使奧古斯丁回心轉意。
在天主教中，聖莫尼卡的紀念日於8月27日慶祝，而在東正教中則於5月4日慶祝。

## 藝術形象

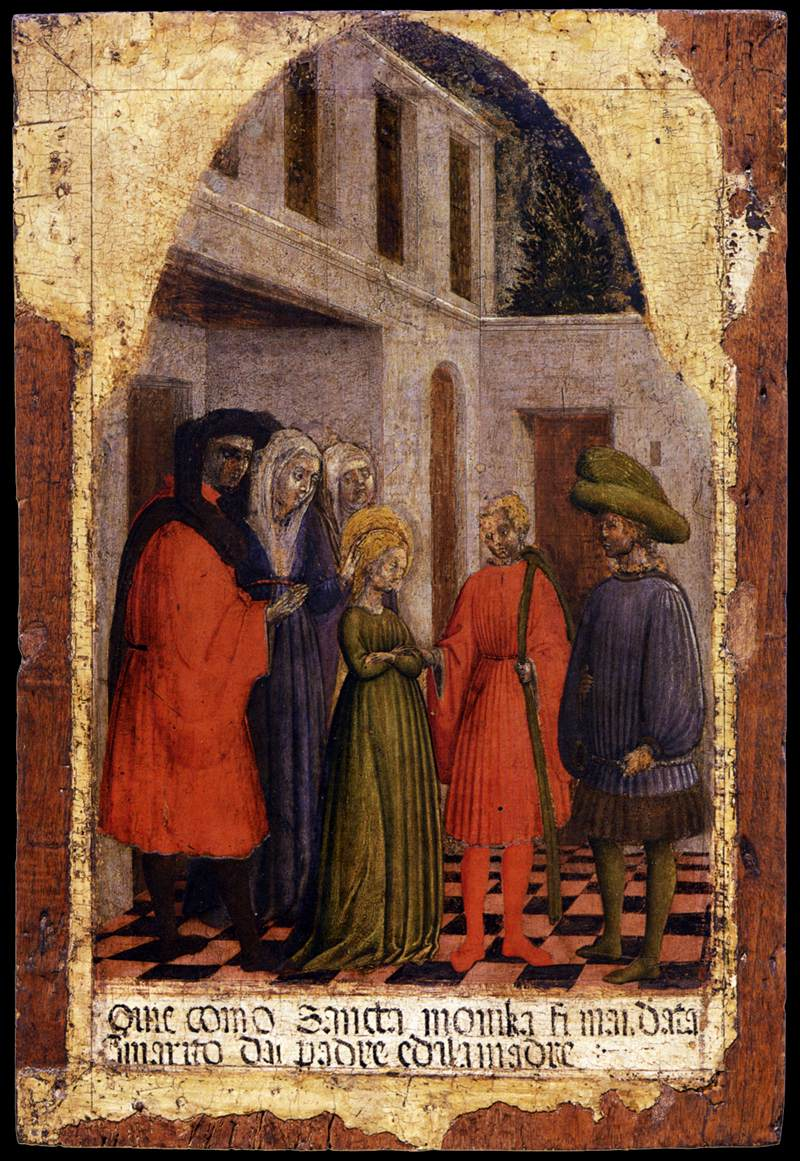
聖莫尼卡的婚禮，由安東尼奧·維瓦理尼（英语：Antonio Vivarini）所繪（1441）
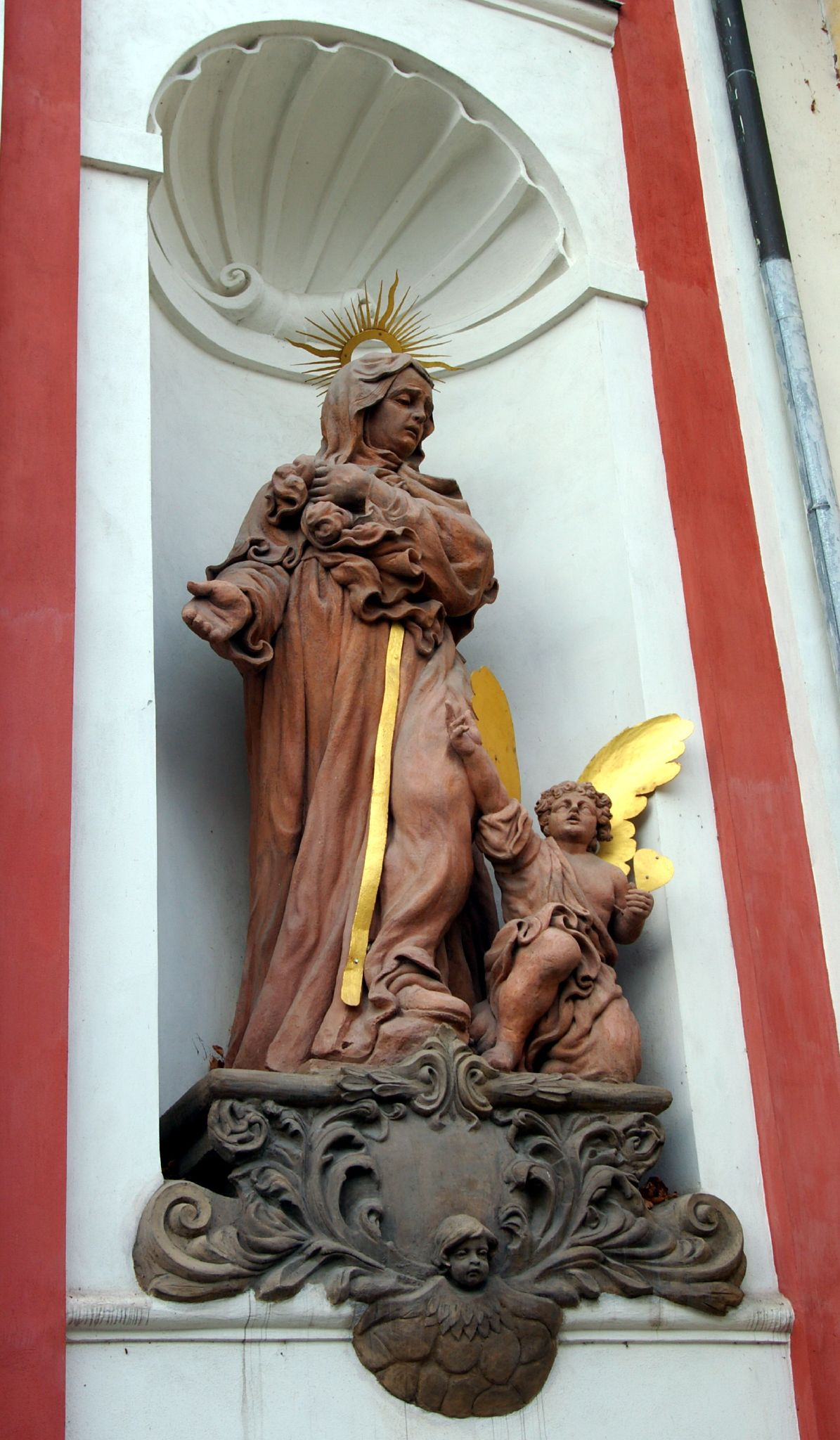
捷克塔博尔一座奧斯定會教堂裡的聖莫尼卡的雕像，約於1700年
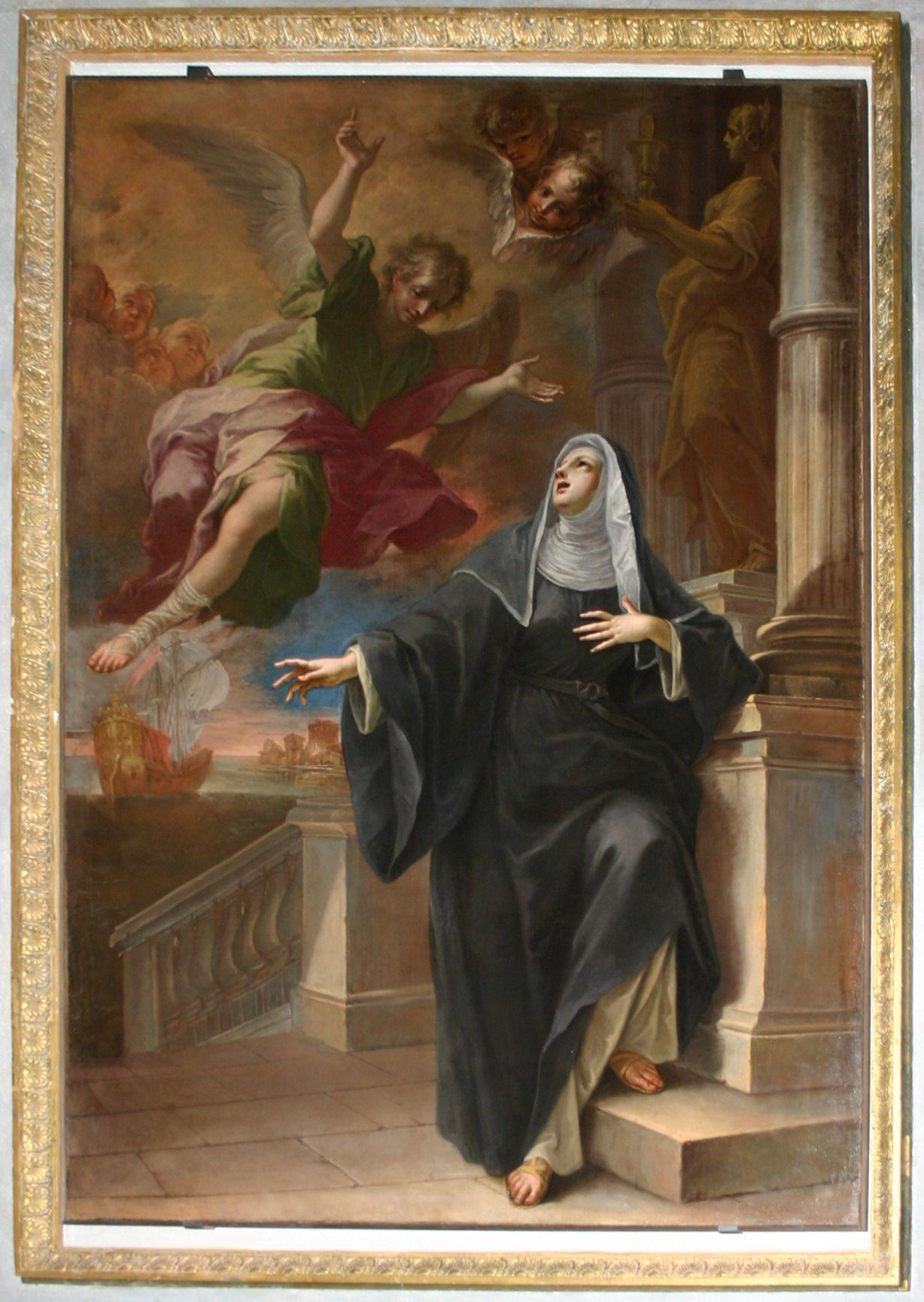
天使向聖莫尼卡顯現，由Pietro Maggi（義大利語：Pietro Maggi (pittore)）（1714）
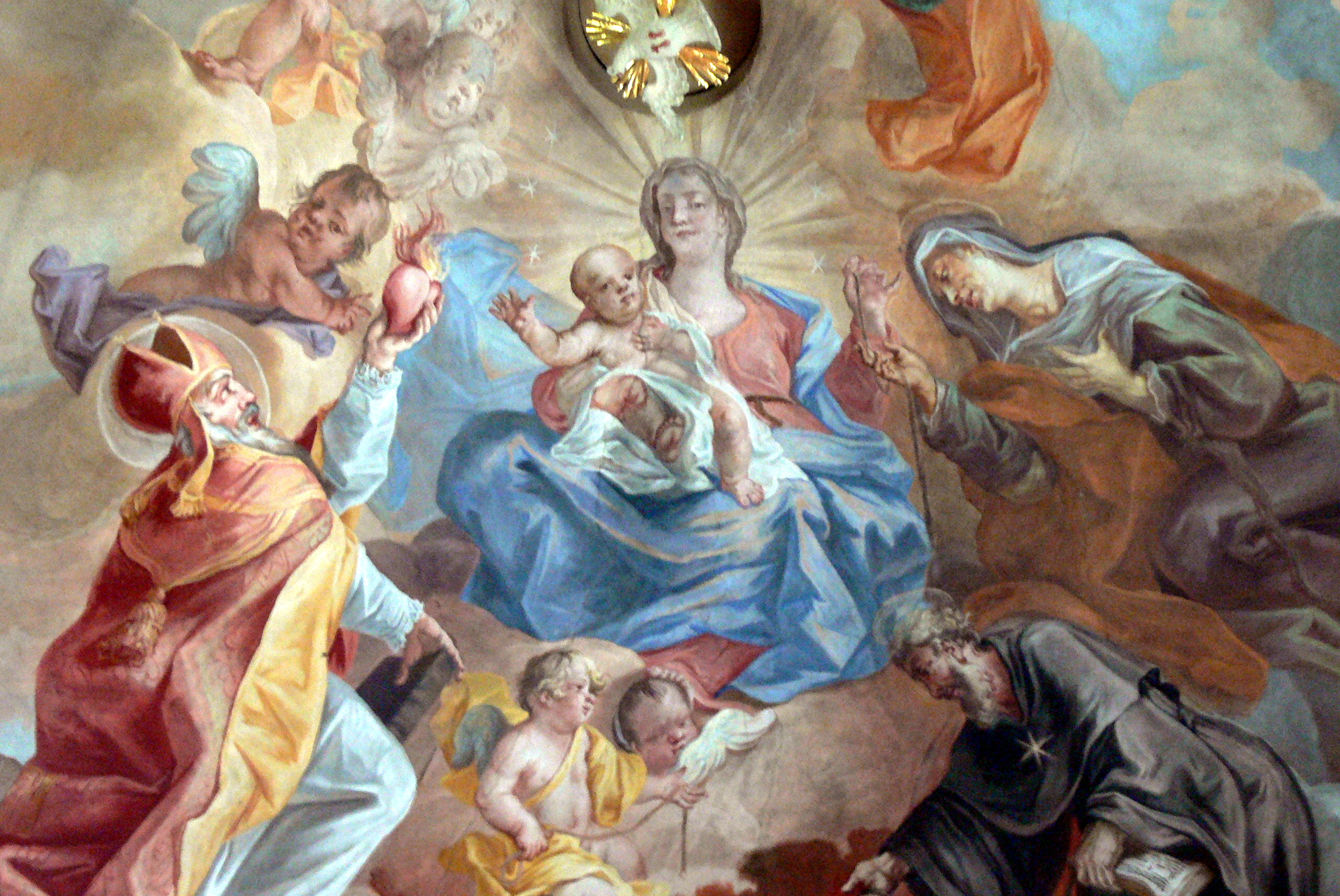
由Simon Benedikt Faistenberger所繪（1749）
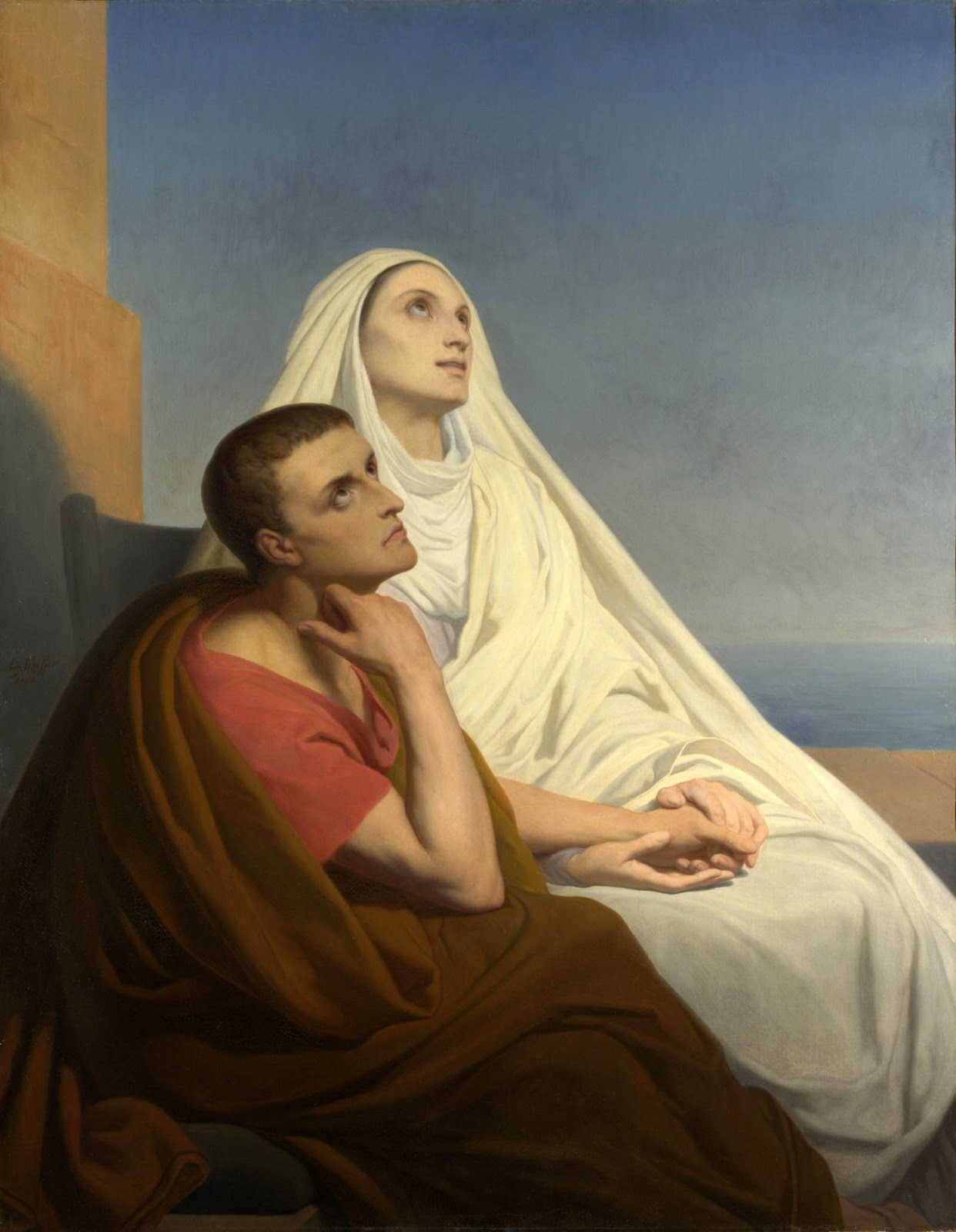
聖奧古斯丁和他的母親聖莫妮卡，由 阿爾·謝弗（英语：Ary Scheffer）創作(1846)

## 延伸閱讀
- Peter Brown（英语：Peter Brown (historian)）, Augustine of Hippo: A Biography. New edition with an epilogue, Berkeley, University of California Press, c2000
- Everett Ferguson（英语：Everett Ferguson）, Encyclopedia of Early Christianity （页面存档备份，存于）, Taylor & Francis, 1998, p. 776
- John J. O'Meara（英语：John J. O'Meara）, The Young Augustine:the growth of St. Augustine's mind up to his conversion, London, Longmans, Green and Co, 1954

## 外部連結
- . . New York: Robert Appleton Company. 1913.
- Saint Monica （页面存档备份，存于） at EWTN（英语：Eternal Word Television Network）
- Saint Monica （页面存档备份，存于） at Sacred Texts